# ملعب بينيتو ستيرب
ملعب بينيتو ستيرب (بالإسبانية: Stadio Benito Stirpe)‏ هو ملعب كرة قدم يتسع لجميع المقاعد في مدينة فروزينوني الإيطالية، لتسية.
بسعة 16227، هو أكبر ملعب موجود في المحافظة، والثالث في لتسية.